# Zaman France
Zaman France était un journal hebdomadaire franco-turc. Fondé en septembre 2005, il est d'abord mensuel avant de devenir hebdomadaire en février 2008 et de cesser sa parution en 2016. En 2011-2012, il compte 12 416 abonnés. Le journal était également disponible dans plus de 1 300 kiosques dans toute la France[réf. nécessaire]. Il était réputé proche de la mouvance de l’imam Fethullah Gülen.
Zaman France est un journal initialement créé pour la communauté turque de France. Le journal contient des articles en français et en turc, présentant l’actualité française, turque, internationale, politique, économique et culturelle.  Le journal n’est plus ce qu’il était à ces débuts : d’un journal turc écrit en turc et concernant principalement la Turquie, Zaman France est devenu un journal autonome franco-turc. C’est un journal écrit en France, avec des journalistes français et turcs, et qui garde ses liens avec la Turquie et la culture turque.
Zaman France est l'édition française du quotidien national turc Zaman (en turc : « le temps »), fondé en 1986 par un groupe d'intellectuels turcs, qui est souvent tiré à plus d'un million d'exemplaires par jour et est considéré comme étant proche de la confrérie musulmane Fethullah Gülen. Zaman est distribué dans plus de 80 pays dans le monde et existe aussi en version anglaise, sous le nom de Today's Zaman, dans une édition quotidienne allemande, Zaman Avrupa, ainsi que dans une édition quotidienne pour le Benelux, Zaman Benelux.
L'hebdomadaire franco-turc a annoncé le 29 août 2016 la fin de sa parution en raison de risques sécuritaires causés par la violence du climat politique turc à la suite de la tentative de coup d'État de 2016 en Turquie. Le journal et ses employés, avaient reçu de nombreuses menaces en raison de ses liens avec la confrérie güleniste,,.

## Directeurs de la rédaction
- Emre Demir (2005-2016)